# Florian Kruszyk
Florian Kruszyk, ps. „Pułkownik Wysocki” (ur. 6 grudnia 1940 w Wysocku Wielkim) – polski przestępca, funkcjonariusz Służby Bezpieczeństwa, później twórca organizacji terrorystycznej Powstańcza Armia Krajowa.

## Życiorys
W 1957 wstąpił do wojska, gdzie był członkiem orkiestry. W latach 1962–1965 był funkcjonariuszem Służby Bezpieczeństwa, a w późniejszym okresie kontrolerem biletów PKS. W 1967, będąc ściganym listem gończym za pospolite przestępstwo, uciekł z Polski. W 1969 udał się do jednej z placówek RFN w Austrii i poprosił o azyl polityczny. Twierdził, że należy do podziemnej organizacji wojskowej, działającej w Polsce. Nie wiadomo, czy władze Niemiec uwierzyły w wersję przedstawioną wydarzeń. Niedługo po próbie uzyskania azylu Kruszyk wziął udział w napadzie na jednego z wiedeńskich jubilerów, za co został skazany na 9 lat więzienia. Po wyjściu na wolność zamieszkał legalnie w Holandii, gdzie starał się o założenie Komitetu do spraw Ochrony Praw Człowieka w Polsce, który miał wspierać opozycję. W 1981 otworzył w Hadze restaurację chętnie odwiedzaną przez Polaków, gdzie starał się ich nakłonić do założenia organizacji wojskowej. 
Nazywał ją Powstańcza Armia Krajowa i utrzymywał, że ma trzy tysiące członków oraz wsparcie z Albanii.
Rok później wraz z trzema innymi uzbrojonymi członkami organizacji przeprowadził w Bernie atak na ambasadę PRL w Szwajcarii. 6 września 1982 zajęli oni budynek ambasady i wzięli personel jako zakładników. Domagali się zniesienia stanu wojennego w Polsce, pieniędzy i samolotu do Chin lub Albanii. Ostatecznie akcja zakończyła niepowodzeniem. 9 września szwajcarscy komandosi odbili budynek i uwolnili zakładników. Władze PRL domagały się wydania schwytanych członków Powstańczej Armii Krajowej, w tym Kruszyka. Ostatecznie jednak był on sądzony w Szwajcarii i skazany na karę sześciu lat pozbawienia wolności.